# Persone di cognome Foster
| Questa pagina contiene informazioni ricavate automaticamente dalle voci biografiche con l'ausilio del template Bio e di un bot. L'aggiornamento è periodico e automatico e ricostruisce completamente la pagina. Se manca una persona in questa lista, sei pregato di non aggiungerla, ma accertati piuttosto che la sua voce biografica contenga il template Bio e che i dati anagrafici siano correttamente compilati. Se il template Bio manca, inseriscilo tu stesso o, in alternativa, metti l'avviso {{tmp\|Bio}} che ne segnala la mancanza. Se i dati riportati sono sbagliati, correggi direttamente la voce biografica; le modifiche saranno visibili in questa lista entro pochi giorni. Per chiarimenti vedi il progetto antroponimi. La lista contiene solo le 106 persone che sono citate nell'enciclopedia e per le quali è stato implementato correttamente il template Bio. Pagina aggiornata al 7 giu 2025. |

Questa è una lista di persone presenti nell'enciclopedia che hanno il cognome Foster, suddivise per attività principale.

## Allenatori di calcio(2)
- George Foster, allenatore di calcio e ex calciatore inglese (Plymouth, n. 1956)
- Ian Foster, allenatore di calcio e ex calciatore inglese (Whiston, n. 1976)

## Allenatori di hockey su ghiaccio(1)
- Kurtis Foster, allenatore di hockey su ghiaccio e ex hockeista su ghiaccio canadese (Carp, n. 1981)

## Allenatori di pallacanestro(2)
- Bill Foster, allenatore di pallacanestro e dirigente sportivo statunitense (Ridley Park, n. 1929 - Chicago, † 2016)
- Bill Foster, allenatore di pallacanestro statunitense (Palatka, n. 1936 - Charlotte, † 2015)

## Architetti(1)
- Norman Foster, architetto e designer britannico (Stockport, n. 1935)

## Artisti marziali(1)
- Bren Foster, artista marziale e attore australiano (Londra, n. 1976)

## Attori(9)
- Barry Foster, attore britannico (Beeston, n. 1931 - Guildford, † 2002)
- Ben Foster, attore statunitense (Boston, n. 1980)
- Blake Foster, attore statunitense (Northridge, n. 1985)
- Eric Foster, attore statunitense
- Hunter Foster, attore statunitense (Lumberton, n. 1969)
- Jon Foster, attore statunitense (Fairfield, n. 1984)
- Preston Foster, attore e cantante statunitense (Pitman, n. 1900 - La Jolla, † 1970)
- Ron Foster, attore statunitense (Wichita, n. 1930 - Placerville, † 2015)
- Scott Michael Foster, attore statunitense (Winfield, n. 1985)

## Attrici(13)
- Clare Foster, attrice britannica (Southend-on-Sea, n. 1984)
- Dianne Foster, attrice canadese (Edmonton, n. 1928 - Hidden Hills, † 2019)
- Edna Foster, attrice statunitense (Boston, n. 1900)
- Flora Foster, attrice statunitense (Boston, n. 1898 - Chicago, † 1914)
- Gloria Foster, attrice statunitense (Chicago, n. 1933 - New York, † 2001)
- Helen Foster, attrice statunitense (Independence, n. 1906 - Los Angeles, † 1982)
- Jodie Foster, attrice, regista e produttrice cinematografica statunitense (Los Angeles, n. 1962)
- Kat Foster, attrice statunitense (Oakland, n. 1978)
- Kimberly Foster, attrice statunitense (Fort Smith, n. 1961)
- Meg Foster, attrice statunitense (Reading, n. 1948)
- Ruth Foster, attrice statunitense (Cincinnati, n. 1920 - Del Mar, † 2012)
- Susanna Foster, attrice statunitense (Chicago, n. 1924 - Englewood, † 2009)
- Sutton Foster, attrice, cantante e ballerina statunitense (Statesboro, n. 1975)

## Bassisti(1)
- Mo Foster, bassista e compositore britannico (Woking, n. 1944 - Londra, † 2023)

## Batteristi(2)
- Al Foster, batterista statunitense (Richmond, n. 1943 - New York, † 2025)
- Michael Foster, batterista statunitense (Richmond, n. 1964)

## Calciatori(9)
- Benjamin Foster, ex calciatore inglese (Leamington Spa, n. 1983)
- Craig Foster, ex calciatore, allenatore di calcio e personaggio televisivo australiano (Lismore, n. 1969)
- Lyle Foster, calciatore sudafricano (Soweto, n. 2000)
- Maalique Foster, calciatore giamaicano (Portmore, n. 1996)
- Michael Foster, calciatore papuano (n. 1985)
- Richard Foster, ex calciatore scozzese (Aberdeen, n. 1985)
- Ron Foster, calciatore inglese (Londra, n. 1938 - † 2017)
- Steve Foster, ex calciatore inglese (Portsmouth, n. 1957)
- Stephen John Foster, ex calciatore inglese (Warrington, n. 1980)

## Calciatrici(1)
- Gillian Foster, ex calciatrice australiana (n. 1976)

## Canoisti(1)
- Peter Foster, ex canoista australiano (n. 1960)

## Canottiere(1)
- Margot Foster, ex canottiera australiana (n. 1958)

## Canottieri(1)
- Tim Foster, ex canottiere britannico (Bedford, n. 1970)

## Cantautori(1)
- Mark Foster, cantautore e musicista statunitense (Milpitas, n. 1984)

## Cestiste(1)
- Toni Foster, ex cestista statunitense (Memphis, n. 1971)

## Cestisti(10)
- Bud Foster, cestista e allenatore di pallacanestro statunitense (Newton, n. 1906 - † 1996)
- Greg Foster, ex cestista e allenatore di pallacanestro statunitense (Oakland, n. 1968)
- Jeff Foster, ex cestista statunitense (San Antonio, n. 1977)
- Je'Kel Foster, ex cestista statunitense (Natchez, n. 1983)
- Jimmy Foster, ex cestista statunitense (Jersey City, n. 1951)
- Rod Foster, ex cestista statunitense (Birmingham, n. 1960)
- Fred Foster, cestista statunitense (Springfield, n. 1946 - † 1985)
- Kyle Foster, cestista statunitense (Hampton, n. 1998)
- Marcus Foster, cestista statunitense (Wichita Falls, n. 1995)
- Shan Foster, ex cestista statunitense (Kenner, n. 1986)

## Compositori(1)
- Stephen Foster, compositore statunitense (Pittsburgh, n. 1826 - New York, † 1864)

## Contralti(1)
- Muriel Foster, contralto inglese (Sunderland, n. 1877 - † 1937)

## Critici d'arte(1)
- Hal Foster, critico d'arte statunitense (Seattle, n. 1955)

## Diplomatici(1)
- Robert Sidney Foster, diplomatico e politico britannico (Londra, n. 1913 - Cambridge, † 2005)

## Direttori della fotografia(1)
- William C. Foster, direttore della fotografia statunitense (Bushnell, n. 1880 - Los Angeles, † 1923)

## Filantrope(1)
- Mary Foster, filantropa statunitense (Honolulu, n. 1844 - Honolulu, † 1930)

## Filosofi(1)
- John Foster, filosofo britannico (Londra, n. 1941 - Londra, † 2009)

## Fisici(1)
- Henry Foster, fisico britannico (Lancashire, n. 1796 - Chagres, † 1831)

## Fumettisti(1)
- Hal Foster, fumettista canadese (Halifax, n. 1892 - Spring Hill, † 1982)

## Generali(1)
- John G. Foster, generale statunitense (Whitefield, n. 1823 - Nashua, † 1874)

## Giocatori di baseball(2)
- Rube Foster, giocatore di baseball e allenatore di baseball statunitense (Calvert, n. 1879 - Kankakee, † 1930)
- Bill Foster, giocatore di baseball statunitense (Calvert, n. 1904 - Lorman, † 1978)

## Giocatori di football americano(6)
- Arian Foster, ex giocatore di football americano statunitense (Albuquerque, n. 1986)
- Glenn Foster, giocatore di football americano statunitense (Chicago, n. 1990 - Northport, † 2021)
- Javon Foster, giocatore di football americano statunitense (Detroit, n. 2000)
- Mason Foster, giocatore di football americano statunitense (Seaside, n. 1989)
- Reuben Foster, giocatore di football americano statunitense (Macon, n. 1994)
- Roy Foster, ex giocatore di football americano statunitense (Los Angeles, n. 1960)

## Hockeisti su ghiaccio(1)
- Jimmy Foster, hockeista su ghiaccio britannico (Glasgow, n. 1906 - Winnipeg, † 1969)

## Mezzofondisti(1)
- Brendan Foster, ex mezzofondista britannico (Hebburn, n. 1948)

## Modelle(2)
- Sara Foster, modella e attrice statunitense (Los Angeles, n. 1981)
- Veronica Foster, modella canadese (Montréal, n. 1922 - Toronto, † 2000)

## Musicisti(1)
- Pops Foster, musicista statunitense (Parrocchia di Ascension, n. 1892 - San Francisco, † 1969)

## Nuotatori(3)
- Carson Foster, nuotatore statunitense (Cincinnati, n. 2001)
- Mark Foster, ex nuotatore britannico (Billericay, n. 1970)
- William Foster, nuotatore britannico (Haslingden, n. 1890 - Fylde, † 1963)

## Ostacolisti(1)
- Greg Foster, ostacolista statunitense (Chicago, n. 1958 - Maywood, † 2023)

## Pallanuotisti(1)
- Jake Foster, pallanuotista australiano (Shanghai, n. 1931 - † 2013)

## Piloti automobilistici(1)
- Louis Foster, pilota automobilistico britannico (Odiham, n. 2003)

## Piloti motociclistici(1)
- Bob Foster, pilota motociclistico britannico (Gloucestershire, n. 1911 - † 1982)

## Politiche(1)
- Arlene Foster, politica britannica (Enniskillen, n. 1970)

## Politici(4)
- Bill Foster, politico e fisico statunitense (Madison, n. 1955)
- John Watson Foster, politico, statistico e generale statunitense (Petersburg, n. 1836 - Washington, † 1917)
- John Leslie Foster, politico irlandese (n. 1781 - Cavan, † 1842)
- William Zebulon Foster, politico e sindacalista statunitense (Taunton, n. 1881 - Mosca, † 1961)

## Produttori cinematografici(1)
- William D. Foster, produttore cinematografico e regista statunitense (n. 1884 - Los Angeles, † 1940)

## Pugili(1)
- Bob Foster, pugile statunitense (Borger, n. 1937 - Albuquerque, † 2015)

## Registi(3)
- Norman Foster, regista, attore e sceneggiatore statunitense (Richmond, n. 1903 - Santa Monica, † 1976)
- John Foster, regista e fumettista statunitense (n. 1886 - † 1959)
- Lewis R. Foster, regista e sceneggiatore statunitense (Brookfield, n. 1898 - Tehachapi, † 1974)

## Religiosi(1)
- Reginald Foster, religioso, latinista e teologo statunitense (Milwaukee, n. 1939 - Milwaukee, † 2020)

## Rugbisti a 15(1)
- Ian Foster, rugbista a 15 e allenatore di rugby a 15 neozelandese (Hamilton, n. 1965)

## Scrittori(1)
- Alan Dean Foster, scrittore statunitense (New York, n. 1946)

## Scrittrici(1)
- Eliza Foster, scrittrice e traduttrice inglese (Cheltenham, n. 1802 - Bergamo, † 1888)

## Tastieristi(1)
- David Foster, tastierista, produttore discografico e compositore canadese (Victoria, n. 1949)

## Tennisti(1)
- Andrew Foster, ex tennista britannico (Stoke-on-Trent, n. 1972)

## Triatleti(1)
- Stephen Foster, ex triatleta australiano (Seaford, n. 1970)

## Velisti(1)
- John Frederick Foster, velista, bobbista e dirigente sportivo americo-verginiano (Wallasey, n. 1938)

## Velociste(1)
- Diane Foster, velocista canadese (Vancouver, n. 1928 - Oliver, † 1999)